# Асланович, Александр Осипович
Александр Осипович Асланович (1804—1856) — российский генерал-майор, участник обороны Севастополя.

## Биография
В военную службу вступил 30 января 1819 года, служил по армейской пехоте. В 1831 году участвовал в кампании против восставших поляков. В 1833 году произведён в майоры, 31 августа 1839 года — в подполковники Бородинского егерского полка и 3 декабря 1843 года в полковники. 26 ноября 1852 года получил чин генерал-майора.
С самого начала Восточной войны находился в Севастополе, командовал резервной бригадой 13-й пехотной дивизии, возглавлял 1-ю дистанцию правой оборонительной линии Севастополя от рейда до редута Шварца.
Согласно записи о смерти в метрической книги католического костела Успения Богородицы г. Смела Черкасского уезда Киевской губернии генерал-майор Александр Асланович скончался 15 января 1856 года в г. Золотоноше Полтавской губернии от контузии полученной в Севастополе, от роду 52 лет, 5 марта исключён из армии умершим. 17 января 1856 похоронен на публичном кладбище г. Золотоноши.
По себе оставил вдову Александру, урожденную Маковецкую и детей Андрея, Петра и Терезу.

## Награды
Среди прочих наград Асланович имел:
- Орден Святой Анны 3-й степени с бантом (1831 год)
- Польский знак отличия за военное достоинство (Virtuti Militari) 4-й степени (1831 год)
- Орден Святого Георгия IV класса (4 декабря 1843 года, № 7003 по кавалерскому списку Григоровича — Степанова)
- Орден Святой Анны 2-й степени (1849 год)
- Орден Святого Владимира 3-й степени (1850 год)
- Орден Святого Станислава1-й степени (1855 год)